# オレグ・ボゴモーロフ
オレグ・アレクセーエヴィチ・ボゴモーロフ（ボゴモロフ、ロシア語: Олег Алексеевич Богомолов、ラテン文字表記の例：Oleg Alekseevich Bogomolov、1950年10月4日 - ）は、ロシアの政治家。クルガン州知事。
クルガン州ペツシコヴォ地区出身。クルガン機械製作大学を卒業する。1994年クルガン州議会議員に選出される。1996年クルガン州知事に選出され、2000年再選。2004年三選された。ボゴモーロフはロシア連邦共産党に所属していたが、プーチン政権シンパに転じ、統一ロシアに入党した。